# Jason Scott Lee
Ne doit pas être confondu avec Jason Lee Scott.
Pour les articles homonymes, voir Jason Lee (homonymie), Jason Scott (homonymie), Lee et Scott.
Jason Scott Lee est un acteur et spécialiste en art martiaux asiatiques américain né le 19 novembre 1966 à Los Angeles, Californie.

## Biographie
D'origine hawaïenne et de parents chinois, Jason Scott Lee s'intéresse au théâtre pendant ses études secondaires, tout en pratiquant déjà plusieurs sports. Il commence son apprentissage théâtral au Fullerton College du Comté d'Orange (Californie) et décroche à sa première audition un petit rôle dans Born in East L.A. de Cheech Marin. On peut le voir ensuite assez brièvement dans Retour vers le futur II de Robert Zemeckis.
Il apparaît ensuite à la télévision dans Le Visage de l'oubli et Retour pour l'honneur (Vestige of Honor) en 1990 et dans American Eyes en 1991. C'est l'année suivante qu'il commence à se faire vraiment connaître au niveau mondial en jouant dans Ghoulies III: Ghoulies Go to College.
La consécration arrivera l'année suivante, au cours de laquelle il incarne Bruce Lee (avec lequel il n'a aucun lien de parenté) dans Dragon, l'histoire de Bruce Lee de Rob Cohen. Il enchaîne ensuite les succès avec Rapa Nui (1994) de Kevin Reynolds, et Le Livre de la jungle (1994) de Stephen Sommers.
Se spécialisant dans les films musclés tels que La Malédiction de la momie (1998) de Russell Mulcahy, Soldier (1998) de Paul W.S. Anderson, Timecop 2 : La Décision de Berlin (2003) de Steve Boyum, Nomad (2004) de Sergei Bodrov, Ivan Passer et Talgat Temenov, il incarne également à deux reprises Father Uffizi dans Dracula II: Ascension (2003) et Dracula III: Legacy (2005), tous deux réalisés par Patrick Lussier.
Il s'essaye ensuite au doublage en prêtant à deux reprises sa voix au personnage du surfer David Kawena dans Lilo & Stitch (2002) et Lilo & Stitch 2 (2005). On peut également le voir dans des films comiques, en témoigne sa prestation dans Balles de feu (2007) de Ben Garant aux côtés notamment de Christopher Walken.

## Filmographie
- 1987 : Born in East L.A. : What's Happening Boys
- 1989 : Retour vers le futur II (Back to the Future Part II) : Whitey
- 1990 : Le Visage de l'oubli (The Lookalike) (TV) : John 'Charlie' Chan
- 1990 : Retour pour l'honneur (Vestige of Honor) (TV) : Ha-Kuhn
- 1991 : American Eyes (TV) : John
- 1991 : Ghoulies III: Ghoulies Go to College : Kyle
- 1993 : Map of the Human Heart : Avik
- 1993 : Dragon, l'histoire de Bruce Lee (Dragon: The Bruce Lee Story) : Bruce Lee
- 1994 : Rapa Nui : Noro
- 1994 : Picture Bride
- 1994 : Le Livre de la jungle (The Jungle Book) : Mowgli
- 1997 : Murder in Mind : Holloway
- 1998 : La Malédiction de la momie (Tale of the Mummy) : Riley
- 1998 : Soldier : Caine 607
- 2000 : Les Mille et Une Nuits (Arabian Nights) (TV) : Aladdin
- 2002 : Lilo & Stitch : David Kawena (voix)
- 2003 : Dracula II: Ascension (vidéo) : Father Uffizi
- 2003 : Timecop 2 : La Décision de Berlin (Timecop: The Berlin Decision) : Ryan Chan
- 2004 : Nomad : Oraz
- 2005 : L'Honneur des guerriers (Only the Brave) : Glenn "Tak" Takase
- 2005 : Dracula III: Legacy (vidéo) : Father Uffizi
- 2005 : Lilo et Stitch 2 : Hawaï, nous avons un problème! (vidéo) : David Kawena (voix)
- 2005 : The Prophecy: Forsaken (vidéo) : Dylan
- 2007 : Balles de feu : Siu-Foo
- 2008 : Dance of the dragon : Cheng
- 2010 : Hawaii 5-0 : saison 1 épisode 8
- 2016 : Tigre et Dragon 2 (Crouching Tiger, Hidden Dragon: Sword of Destiny) de Yuen Woo-ping
- 2020 : Mulan de Niki Caro : Bori Khan
- Sur Disney + : Docteure Doogie : Benny Kamealoha[Quoi ?]
- 2025 : Lilo et Stitch (Lilo & Stitch) de Dean Fleischer Camp : le manager (caméo)